# Fidget Cube

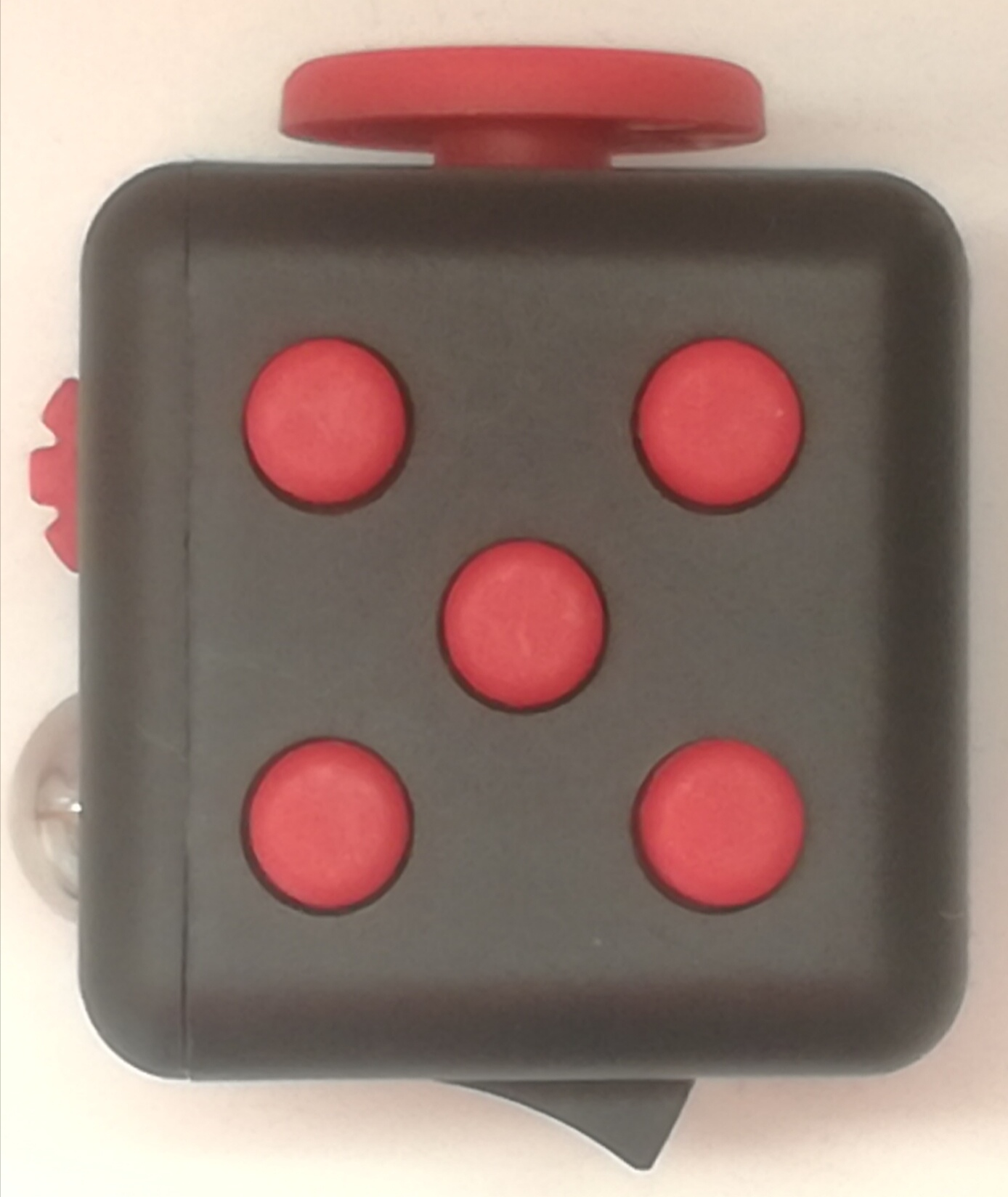
Un Fidget Cube

Il Fidget Cube è un piccolo giocattolo portatile anti-stress. Su tutti i suoi lati vi sono varie caratteristiche: un interruttore, tre ingranaggi, una palla metallica rotolante, un piccolo joystick di plastica, un disco rotante, una parte concava simile alle pietre anti-preoccupazione e cinque pulsanti. Il cubo ha lo scopo stimolare i sensi e fornire un modo semplice per stimolare il tatto e gli altri sensi. Il Fidget Cube è diventato noto nel 2016 in seguito a una campagna sulla piattaforma statunitense di crowdfunding Kickstarter.

## Caratteristiche
Le facce del cubo hanno una o due caratteristiche deputate a stimolare uno o più sensi. Le funzionalità includono pulsanti, dischi, sfere e ingranaggi, interruttori, joystick e rientranze. Le facce sono denominate in base all'utilizzo previsto.
- Click: una faccia ha cinque pulsanti, con un pulsante in ogni angolo e uno nel centro della faccia, come la faccia numero 5 di un dado. Due dei pulsanti sono silenziosi, due emettono suoni più forti, e il pulsante centrale ha un clic più silenzioso.
- Spin: consiste in un disco girevole con una piccola rientranza.
- Roll: contiene una sfera di metallo incastrata nella scocca (simile a una trackball) e tre ingranaggi scanalati (simile a un lucchetto a combinazione), che possono essere ruotati. La palla produce anche un clic udibile quando premuta.
- Flip: un interruttore a bilanciere colorato. Su alcuni cubetti agitati quando l'interruttore viene spostato rapidamente emette un suono mentre se si muove lentamente non emette alcun suono.
- Glide: un joystick simile a quelli trovati su alcuni gamepad.
- Breathe: una rientranza (solitamente ovale) di circa 2-3 mm di profondità. Destinato ad essere usato in modo simile a una pietra anti-preoccupazione.